# Monument national de la Gendarmerie
Érigé en novembre 1941, le monument national de la Gendarmerie est une structure rendant hommage aux forces de gendarmerie, notamment aux gendarmes morts dans l’exercice de leurs fonctions. Situé place de la Loi, à Versailles, il marque la limite avec la commune voisine du Chesnay.

## Monument

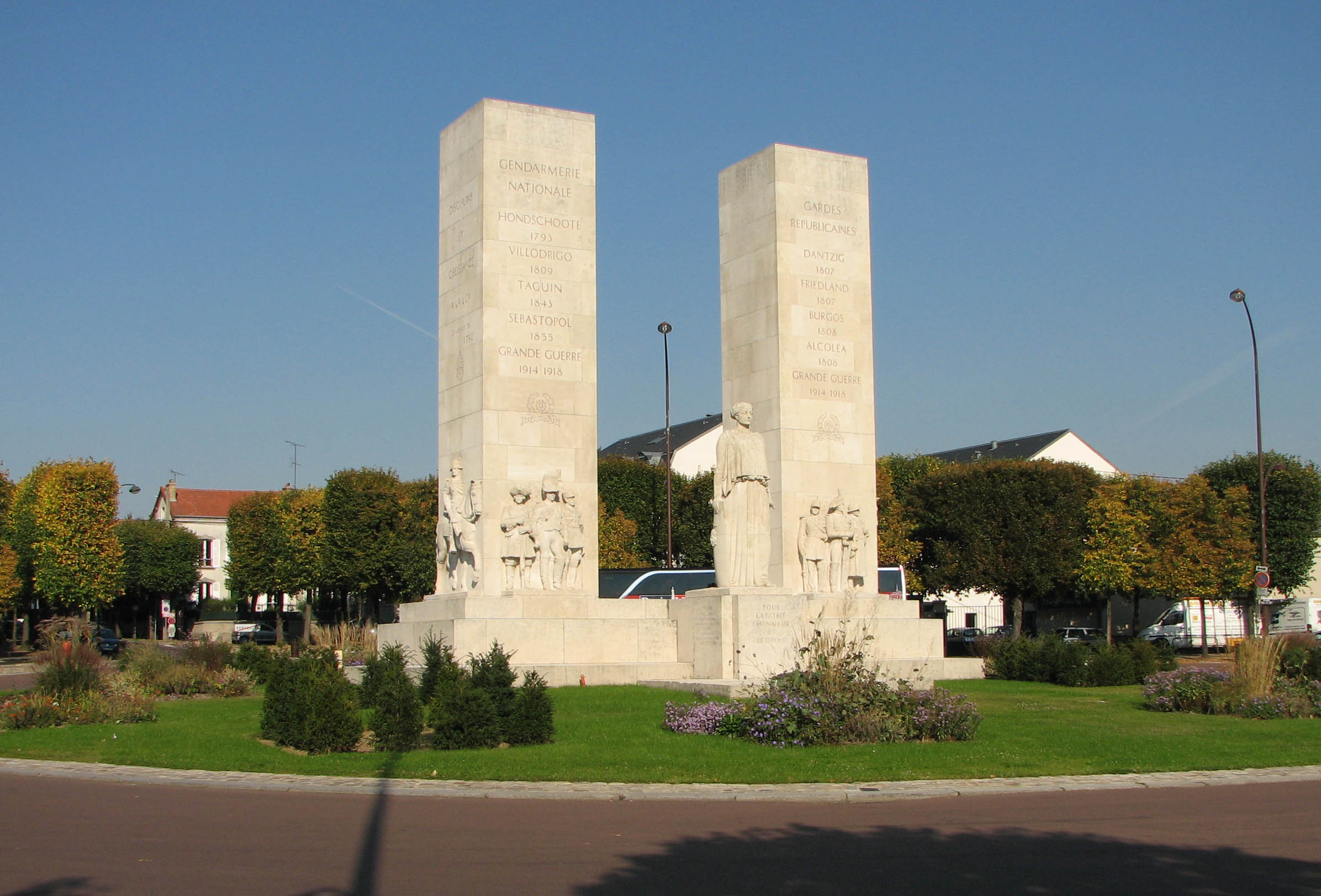
Monument de la place de la Loi, à Versailles.

L’œuvre représente la gendarmerie aux différentes phases de son histoire.
Le monument présente une statue centrale, encadrée de deux pylônes carrés massifs, chacune de douze mètres de hauteur et de trois mètres de côté. Ceux-ci sont espacés et laissent voir la façade de l'église Saint-Antoine-de-Padoue. Un pilier représente la Gendarmerie territoriale, l'autre la Garde Républicaine.
Autour des pylônes de pierre, des groupes résument l’Histoire de l’arme.
La grande statue de quatre mètres de hauteur symbolise la force au service de la Loi. Elle s'appuie de la main droite sur un bouclier de bronze de 1,20 mètre de diamètre, évoquant ainsi la protection que la gendarmerie octroie aux pays et à ses habitants. L'autre bras exprime un geste énergique, symbolisant l’esprit d’action des Gendarmes.
Les groupes donnent à voir des Gendarmes de différentes époques : Royauté, Révolution, Premier empire, époque de l’Algérie française et Première Guerre mondiale.
Sur les faces latérales un gendarme à cheval de 1880 et un garde républicain à cheval de 1936 encadrent le monument.
Les noms des batailles sont inscrits : Hondschoote, 1793 ; Villodrigo, 1809 (inscription erronée : cette bataille s’est déroulée en 1812) ; Taguin, 1843 ; Sébastopol, 1855 ; Grande Guerre 1914-1918. Pour les Gardes républicaines : Dantzig, 1807 ; Friedland, 1807 ; Alcolea, 1808 ; Burgos, 1808-1812 ; la Grande Guerre 1914-1918.
Aux pieds de la statue, un hypogée couronné d'un bouclier de bronze recueille les cendres de Le Gallois de Fougières (ou Le Galet de Fouchières), prévot des maréchaux de France, tué à la bataille d'Azincourt le 25 octobre 1415 et inhumé initialement dans l'église d’Auchy-lès-Hesdin (anciennement Aucy-les-Moines). Écuyer du roi, celui-ci est considéré comme l’ancêtre premier des officiers de gendarmerie et comme le premier Gendarme mort au combat. Le capitaine Georges Benoît-Guyod réalise en 1936 les recherches nécessaires pour documenter l’histoire de ce soldat et identifier ses restes. Une plaque commémorative à Azincourt rappelle son souvenir.
Le prévôt Jean Montaigne tué à la bataille navale de l’Écluse, en 1340, fait également figure d’ancêtre du Gendarme moderne.
Les promoteurs du monument ont consacré un soin historique aux uniformes. Ils se sont appuyés sur les collections du musée de l'armée ainsi que sur l’expertise du chef d'escadron de gendarmerie Eugène Louis Bucquoy, uniformologue, spécialiste des uniformes militaires en Europe. Les quatre groupes de trois statues chacun représentent ainsi : un gendarme d’élite en bonnet d’ourson (1806) ; un gendarme contemporain de l’œuvre en tenue de ville (1936) ; un cavalier de la maréchaussée en tricorne, d’époque Louis XV (1770) ; un Gendarme de 1798 ; un Garde républicain mobile de 1937  ; un garde républicain à pied de 1937 ; un Gendarme d’Afrique de 1843 ; un Gendarme aux indigènes de 1936 ; un Gendarme colonial de 1937 ; un Gendarme de chars d’assaut de 1937 ; un Gendarme motocycliste de 1937 ; un Gendarme prévôtal de 1914.
Le monument porte l’inscription : « Pour la patrie, l’honneur et le droit », devise de la Gendarmerie nationale.
L’un des pylônes porte une citation du Maréchal Philippe Pétain « Tous ont bien mérité de la Patrie ». Un autre : « À nos camarades tombés glorieusement pour la France » et « Discipline et obéissance ».
Sur le bouclier recouvrant l’hypogée figure la devise latine de l'ancienne maréchaussée de France : « Non sine numine » (non sans autorisation), car ce qui est fait l'est en son nom, signifiant que le connétable et ses maréchaux agissent au nom du Roi, qui agit au nom de Dieu : la force doit rester à la règle.
Un bras de chevalier garni de fer tient dans la main un glaive (dextrochère) supportant une couronne de feuilles de chêne et de laurier. La mention : « Gallois de Fougières, prévôt des maréchaux de France, tué à Azincourt, 1415 » rappelle les cendres du combattant d’Azincourt, déposées dans l’hypogée.
L’Association pour le Renouveau du Monument de la Loi (ARML) veille à la préservation du monument.
Chaque année, le 16 février, une cérémonie officielle rend hommage aux gendarmes morts dans l’exercice de leurs missions,. Cette date est celle de la promulgation de la Loi de 1791, supprimant l’ancienne maréchaussée pour donner naissance à la gendarmerie contemporaine.

## Emplacement
Le monument est visible place de la Loi, à Versailles. Il se trouve au centre d’un rond-point, qui joint le boulevard du Roi venant du château de Versailles, le boulevard Saint-Antoine qui relie Versailles à Paris, la rue du colonel de Bange, la rue de Versailles et l’avenue du Chesnay.
Il existe également à Versailles une impasse des Gendarmes, près de l’ancienne caserne de recrutement.

## Histoire
Les origines de l’idée d’un mémorial consacré à la gendarmerie demeurent imprécises.
Durant la Première Guerre mondiale, l'image de la gendarmerie, responsable de la police militaire, qui participe à la répression des troupes est sérieusement abîmée.
En novembre 1918, le colonel Pacault, grand prévôt et le capitaine Lélu, son adjoint, contribuent à lancer l’idée d’un tel lieu.
En 1933, la création de la Société Nationale des Anciens Officiers de la gendarmerie et des Gardes Républicaines relance le projet. Le 27 janvier 1934, le colonel Lélu, président-fondateur de la Société nationale des anciens officiers de gendarmerie, et Madelaine, maréchal des logis retraité, président général de la Fédération nationale des retraités de la gendarmerie, réunissent leur demande d’autoriser la collecte de fonds pour la réalisation du monument ; ils l’adressent au ministre de la Guerre. Celle-ci est autorisée le 11 décembre 1934.
Un comité de patronage se constitue, présidé par le président de la République.
La souscription débute en 1935. Les fonds sont rapidement réunis.
En juillet 1935, le comité d’exécution recherche un emplacement à Paris, de préférence proche du Champ de Mars ou des Invalides. En vain ; le conseil municipal de Paris ne consent aucune autorisation, ni davantage à Vincennes (site du 19 rue des Vignerons). Le site d’Hondschoote (dans le Nord) est envisagé, puis écarté.
Début 1937, les recherches s’orientent vers Versailles, ancienne ville de la gendarmerie de la Maison du Roi, lieu de naissance de la gendarmerie nationale sous la Révolution et premier emplacement de l’école d’application de la gendarmerie, qui s’y trouve alors (de 1918 à 1939). Le maire Gaston Henry-Haye avec le conseil municipal, accueillent favorablement le projet. Le 30 juillet 1937, parmi trois emplacements possibles, le comité d’exécution fixe son choix sur le carrefour du boulevard du Roi, alors dénommé « rond-point Saint-Antoine ».
Le concours d’architecture est lancé. Les réponses des candidats sont à remettre avant le 25 juillet 1937. Les maquettes sont exposées à l’Hôtel de ville de Versailles, en janvier 1938. L’artiste Henri Le Sidaner préside le concours. Six projets sont proposés. Le 27 janvier 1938, le projet no 6 de Charles Nicod et Robert Auzelle remporte le concours d’architecture, avec la proposition de l’œuvre de Gabriel Rispal comme sculpteur.
Le 12 septembre 1936, en couronnement d’une recherche historique minutieuse, l’équipe du capitaine Georges Benoît-Guyod trouve et identifie les restes mortels du prévôt Le Gallois de Fougières, parmi ceux de quatre chevaliers. Placés dans une urne de chêne, ils sont déplacés à Versailles.
Les travaux débutent en le 23 juillet 1938, après des ajustements et des choix artistiques. Ils réclament un terre-plein circulaire ainsi que des travaux de voirie. La guerre les retarde. Ils s’achèvent le 15 septembre 1941; le 12 novembre 1941, le monument est remis à la ville de Versailles, sans cérémonial public. La place est dénommée : « place de la Loi ».
Le monument est inauguré à la Libération, en 1946.